# Мале лисице (филм)
Мале лисице (енгл. The Little Foxes) је америчка драма из 1941. године, редитеља Вилијама Вајлера са Бети Дејвис у главној улози. Дејвисова је за своју изведбу била номинована за Оскар за најбољу главну глумицу, а филм је поред тога био номинован за ову награду у још осам категорија – за најбољег режисера и најбољи филм, између осталих. Лик Реџине Гиденс у изведби Дејвисове, проглашен је један од педесет највећих филмских зликоваца свих времена.

## Радња
Јужњачка богаташица и матријарх породице, Реџина Гиденс, договара се са браћом да заједно уложе новац и отворе фирму. Међутим, да би то урадила, потребне су јој обвезнице њеног мужа, који одавно не живи са њом. Он је био месецима у болници, а она ни једном није дошла да га посети, говорећи да му је потребнија код куће. Сада пак, шаље кћерку да по сваку цену доведе оца кући. Иако то младој и наивној Александри полази за руком, Хорејс не да жени паре јер му је, како каже, „доста да гледа како се она и њена браћа богате на рачун сиротиње“. Реџина не одустаје тек тако од својих намера, и често је у својим настојањима невероватно сурова, што ће овај пут показати и свом супругу. Ни њена браћа се међутим не мире са чињеницом да им толико уносан посао пропадне због нечијег ината, те крађом доспевају до жељених обвезница. Када схвати да су је и браћа и муж насамарили, Реџина постаје немилосрдна. Не попуста чак ни када јој кћерка одлази од куће, уверена у злобу и похлепу људи који су је одгајили.

## Улоге
| Глумац          | Улога             |
| --------------- | ----------------- |
| Бети Дејвис     | Реџина Гиденс     |
| Херберт Маршал  | Хорејс Гиденс     |
| Тереза Рајт     | Александра Гиденс |
| Ричард Карлстон | Дејвид            |
| Ден Дурјеј      | Лео Хабард        |
| Патриша Колинџ  | Берди Хабард      |
| Чарлс Дингл     | Бен Хабард        |
| Карл Бентон Рид | Оскар Хабард      |